# G.N.

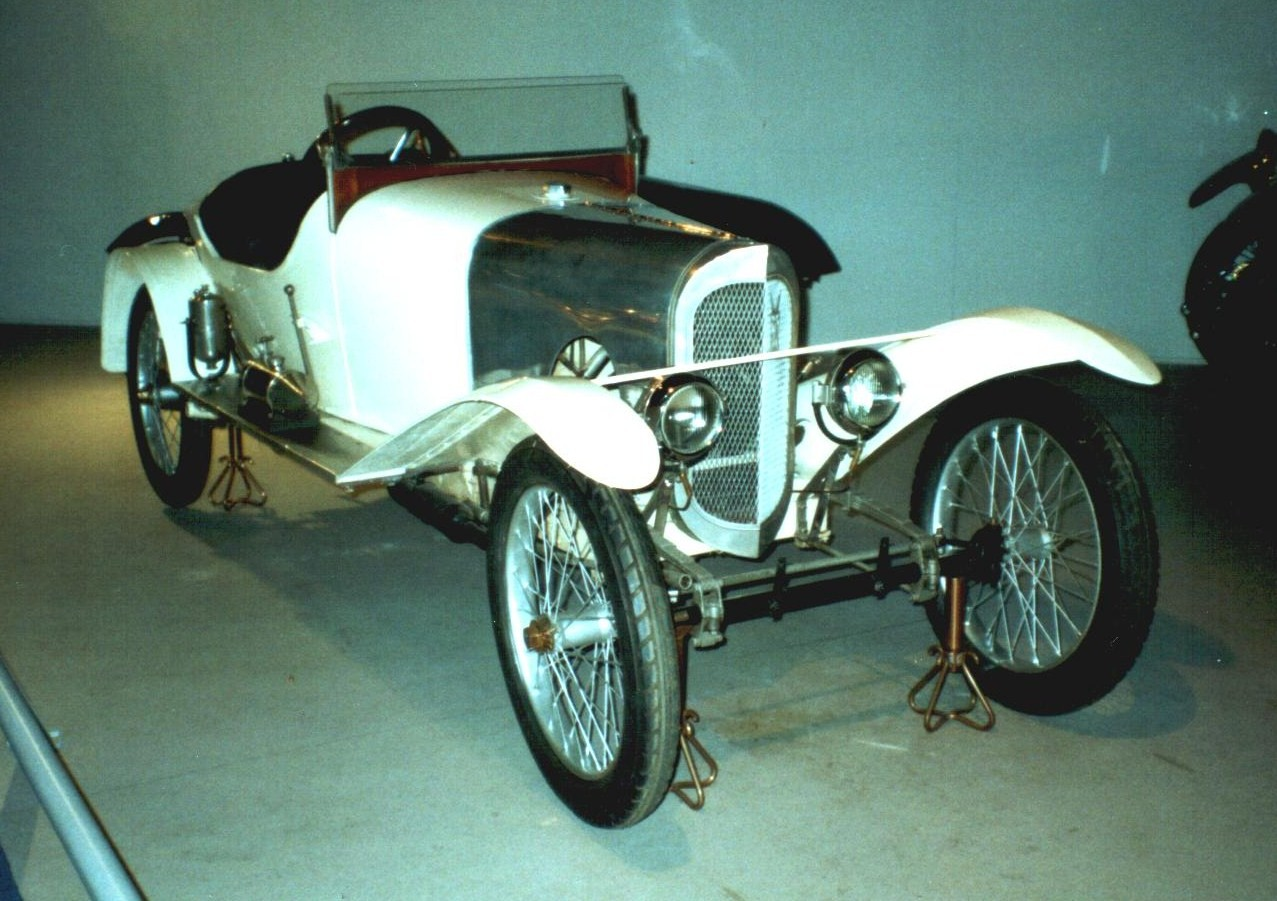
GN von 1921

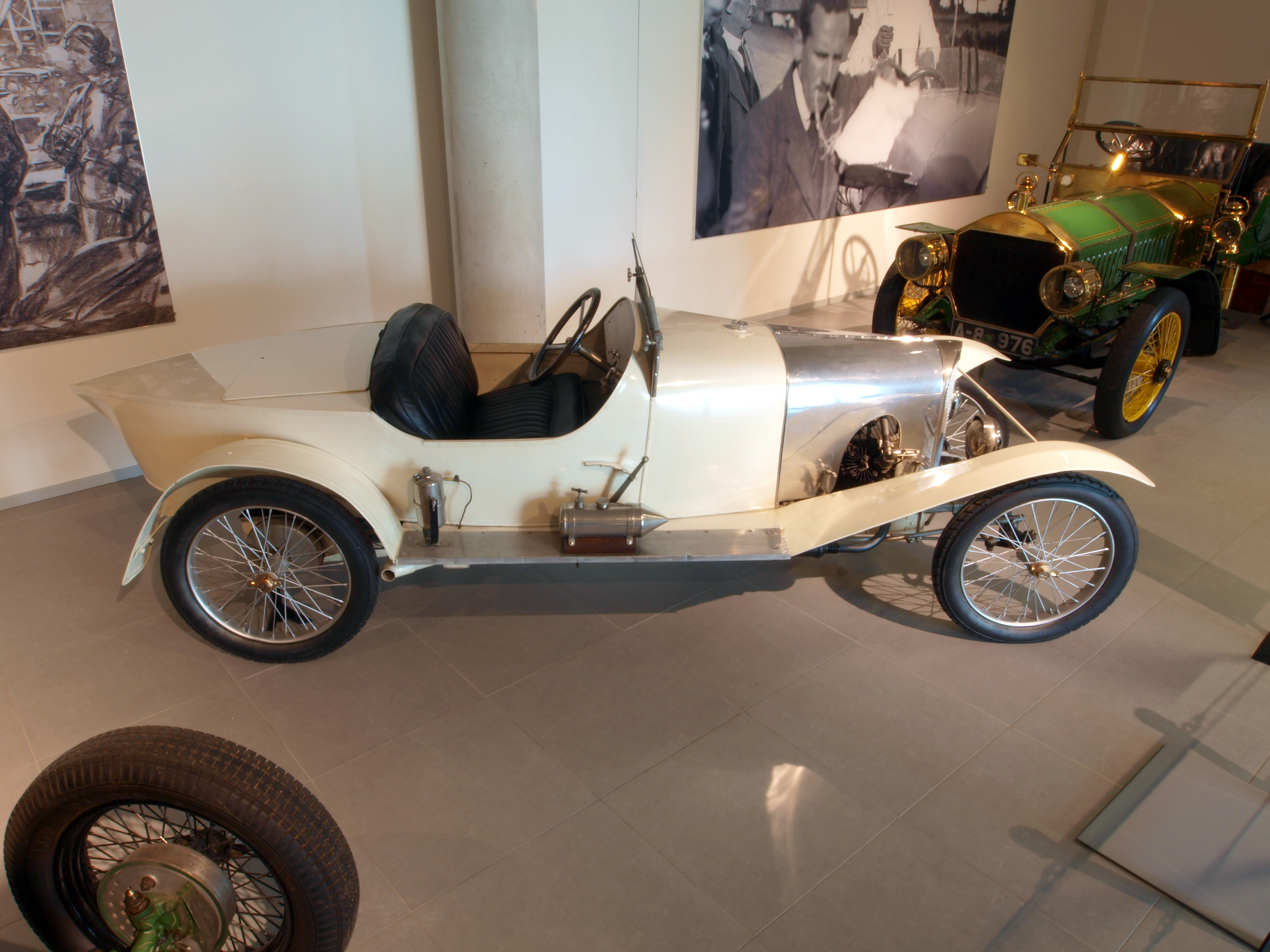
GN von 1921 in der Louwman Collection

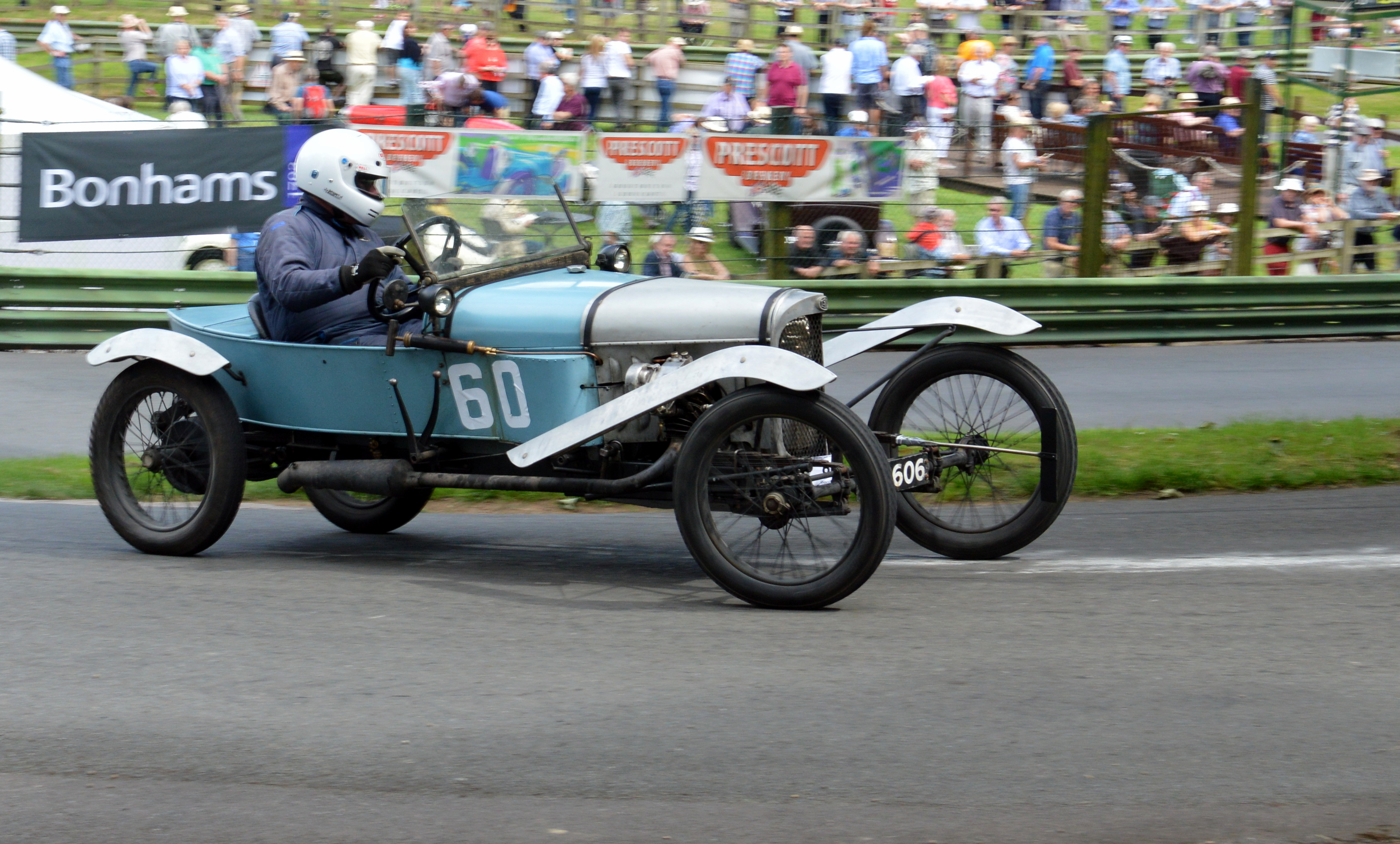
GN von 1922

G.N. war ein britischer Hersteller von Automobilen.

## Unternehmensgeschichte
Das Unternehmen G.N. Limited begann 1910 in Hendon mit der Produktion von Automobilen. 1920 erfolgte die Umbenennung in G.N. Motors Limited und der Umzug nach Wandsworh. Ab 1923 hieß das Unternehmen wieder G.N. Limited. G.N. steht für die Initialen der beiden Firmengründer H. R. Godfrey und Archibald Frazer-Nash. Letzterer gründete 1924 auch die Sport- und Rennwagenfirma Frazer-Nash. 
1925 wurde die Produktion eingestellt.

## Fahrzeuge
Produziert wurden Cyclecars und sportliche Kleinwagen, überwiegend offene Zweisitzer. Bis 1923 wurden ausschließlich Zweizylindermotoren, meist in V2-Form verwendet. Erst bei den beiden letzten Modellen kamen Vierzylindermotoren zum Einsatz. Die Motoren kamen anfangs von Antoine und J.A.P., später von Anzani, Chapuis-Dornier und DFP.
Es gab die Zweizylindermodelle Prototype von 1910 mit 1100 cm³ Hubraum, Deluxe von 1911 bis 1912 mit 998 cm³ Hubraum, Sports von 1912 mit 905 cm³ Hubraum, Grand Prix von 1913 bis 1915, Touring von 1915, Standard von 1919 bis 1921, Touring von 1921 bis 1923 sowie Vitesse von 1922 mit 1087 cm³ Hubraum. Außerdem gab es die Vierzylindermodelle Shaft von 1923 mit 1098 cm³ und 12/35 HP von 1924 bis 1928 mit 1496 cm³ Hubraum.
Folgende Gewichtsangaben sind bekannt: Deluxe 203 kg, Grand Prix 406 kg, Touring (1915) 229 kg, Standard 330 kg, Touring (1921–1923) und Vitesse 432 kg, 12/35 HP 559 kg.
Ein Fahrzeug dieser Marke ist im Sommer's Veteranbil Museum in Nærum in Dänemark zu besichtigen.